# Real Madrid C.F.
Real Madrid (šp.: Real Madrid Club de Fútbol), španjolsko je športsko društvo, uz Barcelonu najznačajnije u državi, te jedno od najvećih i najpoznatijih u svijetu. Sjedište mu je u Madridu (Avenida de Concha Espina 1). Službeno je osnovan 1902. pod imenom Madrid CF. Godine 1920. od španjolskog kralja Alfonsa XIII. dobiva naziv Real što na hrvatskom znači kraljevski. Nogometni klub, Real Madrid CF, prema FIFA-i je proglašen najboljim klubom 20. stoljeća. To društvo pamti velike rezultate još jednog Real Madrida, onog košarkaškog, punog imena Real Madrid Baloncesto.
Real igra na stadionu Santiago Bernabéu, u Madridu, nazvanom po najvećem predsjedniku u povijesti kluba Santiagu Bernabéuu Yesteu. U svojoj je povijesti rekorder po broju osvojenih naslova prvaka Europe, uspjelo im je to čak 14 puta. Španjolsku Primera ligu (La Ligu) osvajali su 36 puta, što je najviše od svih španjolskih klubova, Kup kralja osvajali su 20 puta, 13 puta su osvojli superkup, jednom su bili pobjednici Copa Eva Duarte te jednom pobjednici Copa de la Lige. Što se tiče ostalih europskih i svjetskih natjecanja još su dva puta osvajali Kup UEFA, šest puta UEFA Superkup te tri puta Interkontinentalni kup i pet FIFA-inih Svjetskih klupskih prvenstava. Real Madrid je, neslužbeno, najtrofejniji klub na svijetu.
Ovaj klub u svijetu ima mnogo navijača te više od 1800 penasa (povezane podružnice navijača) diljem svijeta. Najvatreniji navijači ovog kluba nose naziv Ultras sur i smješteni su na južnoj tribini stadiona.
Real Madrid je najbogatiji klub po prihodima (513 mil. € u 2013. godini) te najbogatiji i najvrjedniji športski kolektiv na svijetu (2,4 mlrd. €).
U sklopu Real Madrida postoji još rezervna momčad Real Madrid Castilla, za koju uglavnom igraju mladi igrači iz Realove omladinske škole te treća momčad, Real Madrid C.
Tijekom povijesti madridski je klub imao mnogo nadimaka. Naširoko je poznat kao „Kraljevski klub”. No, Real su prije zvali drukčije. Na početku su bili Los Merengues, po kolaču mereinque, pa zatim i Los Blancos („Bijeli”). Oboje su se odnosili na tradicionalne, u potpunosti, bijele dresove kluba, koji su i danas lako prepoznatljivi. 70-ih godina 20. stoljeća dozvoljeno je klubovima kupovanje inozemnih igrača. Real je u tom razdoblju najviše kupovao igrače sa sjevera Europe, pa su ih počeli zvati Los Vikingos („Vikinzi”). Nakon što je predsjednikom postao Florentino Pérez, u kraljevski su se klub počele dovoditi svjetske nogometne zvijezde, koje su ipak, samo na početku imale sjajne rezultate. U tom je razdoblju klub bio naširoko po svijetu poznat kao Galacticos (Svemirci).
Real ima i svoju nogometnu akademiju La Fabrica („Tvornica”). Čak 95 % nogometaša u Realovim potkategorijama (od Castille do Benjamin'sa) dolazi iz La Fabrice.

## Povijest

### Madrid CF
Nogomet je u Madrid došao 1895., zahvaljujući studentima i profesorima s Institución Libre de Enseñanza. Oni su osnovali, zajedno s nekoliko diplomiranih studenata s Cambridgea i Oxforda,  klub Football Sky. Igrači su igrali svaku nedjelju ujutro u Moncloi. Pet godina kasnije klub se podijelio na New-Foot-Ball de Madrid i Espanol de Madrid. 1902. opet su se raspali, a 6. ožujka 1902. osnovan je Madrid FC. Iste te 1902. uprava madridskog kluba predložila je osnivanje nogometnog natjecanja u čast kralja Alfonsa XIII. Natjecanje, koje i danas postoji, naziva se Copa del Rey, tj. Kup kralja. Dvije godine kasnije tj. 1904. godine klub se ujedino s drugim madridskim klubovima, Moderno Amicale i Moncloa. Prvi predsjednik bio je Julián Palacios, a kad su se klubovi spojili predsjednikom je postao, zanimljivo, Katalonac Juan Padrós. Prvi tajnik kluba bio je Manuel Mandia, a prvi rizničar bio je José de Gorostizaga. Na osvajanje naslova čekalo se samo tri godine jer je Real 1905. osvojio naslov Kupa kralja te je to jedino natjecanje tada u državi osvojio još tri godine za redom. Prvi naslov osvojili su na svom stadionu Chamartínu. Sedam godina kasnije Real se seli s manjih terena na Campo de O'Donnell.
Velika godina u povijesti kluba je 1920. kada je kralj preimenovao Madrid FC dodavši mu kraljevsku naziv, te klub djeluje kao Real Madrid. Čak 26 godina nakon osnivanja kupa, Španjolska je dobila i ligu. Pri osnutku bila je to Primera, a danas je naziv Primera liga BBVA, što bi u prijevodu značilo prva ili osnovna liga. Real je bio jedan od osnivača te lige. Od tad kraljevski klub nikad nije ispao u Segundu, tamošnju 2. ligu.
No, naziv Real ubrzo se maknuo s imena i opet je klub postao samo Madrid FC. Kao Madrid, postali su prvi put prvaci, godine 1932., a već iduće godine obranili su naslov čime su postali prvi klub koji je to uspio. Naziv Real ubrzo se nakon toga vratio i od tad je stalno dio imena ovog kluba. Najveća kriza klub je zadesila 1937. godine kada je klub gotovo prestao postojati radi neigranja zbog Španjolskog građanskog rata

### Santiago Bernabéu i europskl uspjesi (1945. – 1978.)
Prije nego što li je postao predsjednikom, Santiago Bernabéu Yeste je igrao u momčadi te bio njezinim kapetanom. Predsjednikom postaje postaje 1943., a službeno dvije godine kasnije. Do tada je on već obavljao dužnosti prvog timskog direktora i menadžera. Pod njegovim predsjedništvom Real je obnovljen te je doživio uzlet, popravljaju se trening kampovi i dotadašnji stadion, koji su bili srušeni za vrijeme Španjolskog građanskog rata. Bio je inicijator i osnivač, na zamolbu novinara francuskog športskog lista, (zajedno s još Bedrignanom i Gusztavom Sebesom) egzibicijskog turnira europskih klubova koji je prerastao u današnju Ligu prvaka. Bernabeuova je zasluga što se Real učvrstio kao najjači klub u Španjolskoj i Europi. Klub je osvajao Ligu prvaka od 1956. do 1960. Za vrijeme 70-tih klub je pet puta osvajao domaće prvenstvo i tri puta nacionalni kup. Bernabéu je umro 2. lipnja 1978. za vrijeme svjetskog prvenstva u Argentini. Već sljedeće godine održalo je se prvo natjecanje njemu u čast pod nazivom Kup Santiago Bernabéua koje se igra i dan danas. On je u Realu proveo 70 godina na svim dužnostima osim trenera. Za vrijeme njegovog predsjedanja Real je osvojio 29 trofeja što je rekord za nekog predsjednika. Redom su osvajali 16 naslova prvaka Španjolske, 6 naslova Kupa kralja, 6 naslova pobjednika Kupa prvaka te jedan Interkontinentalni kup.

### Legendarne godine
Do 50-ih se godina čekalo da Real osvoji nešto veliko. Primera je nakon 1933. bila nedostižna, kup se osvajao po 2 puta s razmakom od 10 godina. No, čekanje navijača se isplatilo s ulaskom u sredinu stoljeća. Real Madrid je postao mitski klub i ponos cijele Kastilje, na prkos mrskim im Kataloncima. Bila je to era vladavine nogometnih legendi Alfreda Di Stefana, Ferenca Puskasa, Raymonda Kope, Francisca Genta i Hectora Riala. Tih godina je, od strane UEFE osnovan Kup prvaka, s idejom da bude natjecanje najjačih klubova u Europi. Ovakav Real pokazao je da ne pripada ovom svijetu osvojivši prvih pet finala za redom što nikad nikome kasnije nije uspjelo. Zapaženo finale bilo je ono 1960. godine kad su osvojili peti naslov prvaka. U finalu je odigrana jedna od najboljih utakmica svih vremena. Real je sa 7:3 pobijedio njemački Eintracht iz Frankfurta. Hat-trick postigao je Di Stefano, dok je Puskas postigao četiri pogotka. Real je poslije ove utakmice dobio pehar na stalno čuvanje kao prvi klub kojemu je to uspjelo te čast da na dresovima nosi UEFA-inu značku višestrukog pobjednika.
Rezultati nisu izostali ni u Primeri. Nakon dugog 19-godišnjeg čekanja osvojili su 1954. prvi naslov prvaka Španjolske pod imenom Real Madrid. Taj naslov prvaka bio je samo početak. Real je dominirao nogometom u Španjolskoj, a u razdoblju od 1954. do 1969. osvojio je nevjerojatnih 12 naslova prvaka. Samo 1956., 1959. i 1966. nisu bili prvi. Jedina, kakva takva, prijetnja Realu bio je gradski suparnik Atlético. Kup kralja, iznenađujuće, 50-ih godina nisu osvajali. Tek 4 puta od 1937. do 1970.
Trofejno slabije bile su 70-e godine. Naslovi prvaka Španjolske postali su rutina i Real je od 1970. do 1981. osvojio 6 naslova prvaka. Kup kralja osvojili su 3 puta. Ali, nakon zvjezdanog uzleta u Europi, u razdoblju od 1960. do 1998. samo je 1966. bila sretna, dok su 1962. i 1964. izgubili u finalima. Tada je u finalu Kupa prvaka pao beogradski Partizan s 2:1, a Real je postao prva momčad koja je Kup prvaka osvojila s igračima iste nacionalnosti.

### Era Luisa de Carlosa (1978. – 1985.)
Nakon Santiaga na mjesto predsjednika u rujnu 1978. dolazi Luis de Carlos. Dotada je Luis bio blagajnik kluba, ali daje ostavku i odlučuje se kandidirati. U izborima za mjesto predsjednika nadmoćno pobjeđuje protukandidate, Camposa Gila i José Daguerrea.
Dvije godine kasnije, 1980. u finalu Kupa kralja, igrali su Real Madrid i njegova B momčad, Castilla. To se dosada, a ni kasnije, nije nikada dogodilo. Realova druga momčad na putu do finala izbacila je čak četiri prvoligaške momčadi (Athletico Bilbaa, Sporting Gijona i Real Sociedada). No, ipak, "stariji brat" za njih je bio prejak i pobijedio ih je sa 6:1, no nogometaši obje momčadi su skupa podigli trofej, a prepuni stadion je klicao u oduševljenju.
France Football je Real proglasio najboljim timom 1980. godine zbog dvostruke krune u Španjolskoj i dolaska do polufinala u Ligi prvaka.
Sezona 1980./81. i nije bila baš tako dobra. U zadnjem kolu u zadnjim trenucima utakmice su primili pogodak i tako ispustili titulu prvaka Španjolske, a novi prvak bio je Real Sociedad. Jedva mjesec dana kasnije, izgubili su od Liverpoola u finalu Kupa prvaka s 1:0 također u zadnjem dijelu susreta.
Godine 1982. u Španjolskoj se igralo Svjetsko prvenstvo, a u finalu na Bernabeu su se susreli Italija i Njemačka. Italija je u uzbudljivoj utakmici pobijedila Njemačku s 3:1, a svaki talijanski gol madridska publika dočekala je s ovacijama. FIFA je pohvalila Španjolsku i madridski Real zbog stadiona i finalne utakmice.
S predsjedničkim izborima na vidiku, Luis de Carlos dovodi na mjesto trenera Reala Alfreda di Stefana, a na mjesto trenera Castille Amancia Amara, dvije madridske legende. Ovo je Di Stefanu bio prvi dolazak u Madrid nakon čak 18 godina. U izborima održanima 1982. Luis je ponovno osvojio mjesto predsjednika, a Real je te godine u svih pet godina završio na drugom mjestu.
Nakon dvije godine Alfredo ponovno odlazi, no opet će proći kroz isto iskustvo 21 godinu kasnije. Dana 12. prosinca 1984. na europsku scenu stupa mladi Emilio Butragueño. Naime, u prvoj utakmici Kupa UEFA knock-out faze Anderlecht je u Belgiji slavio s 3:0 i očekivao se njegov lagan prolazak. na uzvratu nade im je pokopao mladi Butragueño s prvim europskim hat-trickom, a pogotke su još postigli i Jorge Valdano dva puta te Manolo Sanchís. Anderlecht je ispraćen sa šest pogodaka u mreži, a Real je kasnije osvojio to natjecanje. Prije toga, na mjesto predsjednika dolazi Ramón Mendoza. Real dva puta osvaja Kup UEFA, prvi put protiv mađarskog Videotona ukupnim rezultatom 4:0 (3:0 u Madridu i 0:1 na stadionu Sóstó) te drugi put protiv Kölna ukupnim rezultatom 5:3 (5:1 u Madridu i 2:0 u Kölnu).

### Ramón Mendoza era i Quinta del Buitre (1985. – 1995.)
Ramón Mendoza izabran je za predsjednika 24. svibnja 1986. Za vrijeme početka njegova predsjedanja klubom momčad je već na terenu vodila petorka nogometaša poznata kao Quinta del Buitre ("Pet strvinara") te je Real bio smatran jednim od najjačih klubova u Europi. Ime je dobila po najkarizmatičnijem članu ove generacije, Emiliu Butragueñu koji je imao nadimak El Buitre (Sup). Ostali članovi bili su Manolo Sanchís, Rafael Martín Vázquez, Miguel Pardeza i Michel.
Sanchís i Vázquez su prvi debitirali za Real. Bilo je to na gostovanju kod Murcije 4. prosinca 1983. Oba su se iskazala, a Sanchís je čak i dao pobjednički pogodak. Nekoliko mjeseci kasnije, točnije 5. veljače 1984. debitirao je i Butragueño, koji je još više iznenadio te Cádizu zabio dva pogotka. Pardeza je debitirao također 1984., a Michel početkom iduće sezone.
Quinta je već 1986. spala na četiri igrača jer se Pardeza priključio Zaragozi. Real je u drugoj polovici 1980-ih imao jednu od najboljih europskih momčadi koja je dva puta osvajala Kup UEFA i pet puta zaredom španjolsko prvenstvo, što kasnije nikome nije uspjelo. Jedino što nisu uspjeli osvojiti bila je Liga prvaka.
S obzirom na to da su svih pet igrača bili Španjolci, igrali su u nacionalnoj izabranoj vrsti.
Vázquez 1990. odlazi u Torino, ali se vraća nakon dvije sezone. Uskoro opet odlazi iz Reala u Deportivo iz La Coruñe 1995. godine. Butragueño napušta Real 1995., a Michel 1996. Tako se raspala Realova legendarna postava. Sanchís je jedini igrač od Quinte da nije igrao nigdje osim Reala. Njemu za rukom uspjeva da osvoji Ligu prvaka s Realom. Bilo je to 1998. i 2000. On je 2001. godine otišao u mirovinu kao jedini aktivni član Quinte.
Za razliku od mnogo skupljih, a i po imenima jačih Galácticosa, Quinta je bila uspješnija u domaćem prvenstvu jer su 
Galácticosi samo dva puta osvajali Primeru, no oni su tri puta osvajali najjače natjecanje Starog kontinenta. Od ova se tri može prigovoriti za ono prvo, osvojeno 1998., jer tada u momčadi Reala nije igrao Luís Figo. Real je za vrijeme Quinte dobio svoj današnji stil igranja, visoki tempo, atraktivnost i agresivnost, na čemu su im mnogi prigovarali.
Razdoblje Quinte vrlo se rado uspoređuje s današnjom erom novih Galácticosa predvođenih trenerom Joseom Mourinhom. Dok je Quinta (također i prije Yé-yé) prakticirala tim s domaćim igračima, Galacticosi se baziraju na stranim i igračima zvučnog imena. To je dovelo da podrška Realu nije ista kao u osamdesetima ili šezdesetima, ali opet navijači Reala vole sjediti na stadionu i uživati u partijama svojih "zvijezda".
Ekipa Reala koju je predvodila Quinta nanizala je fenomenalnih 121 utakmicu bez poraza, što kasnije nikome nije uspjelo za rukom.
Real predvođen ovom petorkom bio je jedna od najuspješnijih momčadi Starog kontinenta. Redom su osvajani 2 kupa UEFA-e, 5 La Liga, 1 Kup kralja i 3 španjolska Superkupa.

### Era Lorenza Sanza i sedmi europski naslov (1995. – 2000.)
Nakon što je proveo deset i pol godina na mjestu predsjednika Reala Ramón Mendoza 20. studenoga 1995. predaje neopozivu ostavku Upravi kluba. To otvara lakši put Sanzu da postane predsjednikom Reala, što mu i usojeva poći ta rukom. Njegov prvi veliki pozet bilo je dovođenje talijanskog stručnjaka Fabia Capella na klupu Reala 20. svibnja 1996. On ondje smjenjuje privremenog trenera Iglesiasa. Međutim, trofejni Capello osvaja naslov prvaka Španjolske, ali podnosi ostavku nakon samo godinu dana uz izliku "kako se nije navikao". Poslije Capella na klupu sjeda njemački stručnjak Jupp Heynckes koji ih je trebao odvesti do naslova prvaka Europe.
Do kraja 90-ih nisu osvojili naslov pobjednika tog natjecanja. Osamdesetih godina je kraljevski klub bio daleko od naslova prvaka Europe, jedina utjeha su im dva Kupa UEFA zaredom. Kup kralja osvojen je dva puta od 1981. do 1990., a liga-kup tek jednom, i to je dosad jedini put da je to natjecanje pripalo Realu. Španjolsko prvenstvo nisu osvajali od 1980. do 1986., a tada je uslijedio niz od 5 uzastopnih naslova prvaka. U klub dolaze Roberto Carlos, Predrag Mijatović, Davor Šuker i Clarence Seedorf kao pojačanja već jakom kadru kao što su Rául, Fernando Hierro, Iván Zamorano i Fernando Redondo. Kao rezultat silnih pojačanja prekida se 32-ogodišnji post osvajanja Lige prvaka. U finalu je Real pobijedio favorizirani torinski Juventusa rezultatom 1:0, a jedini pogodak postigao je Mijatović u 87. minuti susreta. Ubrzo i Jupp Heynckes daje ostavku, a na mjestu trenera smjenjuje ga jedna od Relovih legendi, José Antonio Camacho. No i Camacho daje otkaz prije početka sezone.
Nakon što je Camacho iznenađujuće dao otkaz, Sanz na mjesto trenera dovodi Guusa Hiddinka. On vodi Real u finalu Interkontinentalnog kupa protiv Vasco da Game. Rezultat je bio 1:1, a onda na scenu stupa Raúl.
U 83. minuti Raul prima loptu na nekih 30 metara od gola da Game, ulazi u šesnaesterac, na travu šalje dvojicu igrača i golmana te daje jedan od ljepših golova svoje karijere. No, Hiddink prije kraja sezone također dobiva otkaz, a zamjenjuje ga Velšanin John Toshack koji nakon 9 mjeseci također dobiva otkaz. Tako je Real promijenio sedam trenera u tri godine.
Od Toshacka Real preuzima Vicente del Bosque. Del Bosque je Real preuzeo u sredini sezone te ga dovodi do finala LP 2000. gdje se Real susreće s Valencijom. Real pobjeđuje 3:0 pogodcima Raúla, Morientesa i McManamana. Tako Real osvaja trofej LP na kraju 20. stoljeća i početku 21. stoljeća

### Prva era Florentina Péreza
U srpnju 2000. godine započelo je novo doba Real Madrida. Za predsjednika je izabran Florentino Pérez koji je obećao da će izbrisati dug kluba, modernizirati upravljanje te da će od Reala napraviti klub pun Zidanea i Pavona, u prijevodu, klub u kojem će igrati veliki strani igrači i sjajni mladi igrači iz omladinske škole.
Jedno od glavnih obećanja bilo je i to da će iz najljućeg protivnika Barcelone dovesti sjajnog krilnog napadača Luísa Figa. Perez postaje predsjednikom 16. srpnja, a samo osam dana nakon toga u klub pristiže obećavani Figo.
Nekoliko dana poslije toga, jedan od zaštitnih "znakova" kluba, Fernando Redondo, koji je otvoreno podržavao Perezova suparnika o dotadašnjeg predsjednika Sanza, neobjašnjivo je prodan u Milan. Tijekom ljeta u klub pristižu Claude Makélélé, Albert Celades, Flavio Conceição, César Sánchez, Pedro Munitis i Santiago Solari. Osim Makéléléa i Conceiçãa sa svima ostalima je dogovoren transfer prije Perezovog izabiranja za predsjednika. U klub uskoro pristiže i Zinedine Zidane pa se u novu sezonu 2001. kreće s mnogo nade u osvajanje većine od mogućih 5 trofeja. Zanimljivost je kako je Perez na dodjeli Zlatne lopte Zidaneu na salveti napisao "Želiš li igrati za Real?" na što se ovaj osmjehnuo i tim osmjehom potvrdio odgovor. Nedugo poslije toga, Zidane pristiže u Madrid. No, Real pada već na prvoj prepreci kada ga u europskom Superkupu Galatasaray pobjeđiva 2:1. Uskoro se ozljedio i Morientes, pa je del Bosque bio primoran u napad s Raulom staviti veznjaka Gutija. Real poslije toga gubi u prvenstvu od Barcelone 2:0, u Kupu Kralja ispada od Toleda, a Interkontinentalni kup mu oduzima Boca Juniors. Nakon ovakvih šokova Real ipak početkom drugog dijela sezone dolazi na prvo mjesto u La Ligi kojeg neće ispuštati sve do kraja natjecanja. Real uspješno prolazi i grupu LP. U knock-out fazi natjecanje dolazi im Galatasaray pa se u Realovim nogometašima javlja želja za "osvetom". U dvije utakmice Real je pobijedio ukupnim rezultatom 5:3 i prošao dalje. Real se u polufinalu sastaje s minhenskim Bayernom gdje gubi nakon produžetaka ukupnim rezultatom 3:1. Bayern poslije postaje prvakom.
Perez prodaje Realov trening-kompleks Deportivu za 480 milijuna eura kako bi si priskrbio još više novca za transfere. Uskoro dolaze Ronaldo i David Beckham, a Real dobiva nadimak Los Galácticos tj. Svemirci.
Real za svoju 100. obljetnicu osvaja LP u finalu protiv Leverkusena 2:1 i onog poznatog Zidaneovog voleja.
Oni također osvajaju europski superkup, Interkontinentalni kup te španjolski superkup u dva navrata između 2002. tj. 2001. i 2003.
Perezova politika Zidanes y Pavones donijela je mnogo novca u klupsku kasu, posebno od sponzora te turneja po Aziji. Nakon ovoga uskoro počinju problemi u klubu.

#### Početak raspada Galácticosa
U ljeto 2003., nakon osvojene La Lige, Perez i Upravno odbor neobjašnjivo odbijaju produžiti ugovor del Bosqueu koji odlazi. Ovim potezom unio se nemir u svlačionicu, a s tribina su Ultrasi jasno poručivali što misle o Upravi i predsjedniku. Međutim, to je samo "početak kraja". Uskoro iz Real odlazi ikona i kapetan kluba Fernando Hierro, a "duša" momčadi Makélélé, nakon žestoke prepirke s Perezom napušta klub. Poslije se doznalo da je Makélélé tražio veću plaću, što je zasigurno i zaslužio. Perez je to odbio, ali je i dalje pretjerano plaćao neke zvijezde kluba. Uskoro klub napušta i McManaman što dovodi do srdžbe navijača prema upravi. Zadnjeg dana prijelaznog roka klub napišta i Morientes koji odlazi u Monaco. Pod novim trenerom, Queirozom Real kreće u novu sezonu. Trener Queiroz daje mnogo minutaže mladim igračima kluba. U LP Real prolazi kao prvi grupnu fazu, ali ga u četvrtfinalu izbaciva Monaco, upravo golovima Morientesa. La Ligu te godine osvaja Valencija, a Real je završio na razočaravajućem četvrtom mjestu. U finalu Kupa kralja Real gubi od Zaragoze što dovodi do smjene na klupi gdje Quieroza mjenja Camacho. Poslije toga slijede sve lošije izvedbe gdje Real u iduće dvije godine nije osvojio nijedan trofej, a iz kluba je otišao Michael Owen koji niej imao veliku minutažu. Poslije loših rezultata, Camacho daje ostavku. U sezoni 2005./06. u klub dolaze Sergio Ramos, Julio Baptista i Robinho. Real se dobro držao u prvenstvu, ali je nakon katastrofalnog poraza 3:0 od Barcelone na Bernabeuu izgubio svaku šansu za naslov. U LP ispadaju od Arsenala. Uskoro Zidane završava karijeru, Figo se svadio sa svima u klubu i oko kluba te odlazi u Inter, Ronaldo se poslije SP 2002. gdje je postigao fantastičnih 8 pogodaka, raspao i čuveni Il Fenomeno igrao je sve lošije. U klubu od prvih Galácticosa ostaju Casillas, Carlos, Raul i Beckham. Beckham nije ponovio odlične igre iz Uniteda te je u Realu prikazivao samo blijede partije.
Godinu dana kasnije Galácticosi se konačno raspadaju, a nakon poraza od Mallorce Pérez podnosi ostavku 27. veljače 2006.

### Era Ramón Calderón (2006. – 2009.)
Dana 2. srpnja 2006. za predsjednika kluba izabran je Ramón Calderón. On za novog trenera imenuje Fabia Capella, a Predraga Mijatovića športskim direktorom. Uskoro Capello iz Juventusa dovodi Cannavara, proglašenog najboljim nogometašem svijeta te Emersona za ukupnu cijenu od 23 mil. €, iz Uniteda dolazi Ruud van Nistelrooy za 15 mil. €, Mahamadou Diarra iz Lyona za 26 mil. €. Međutim, iako je obećao, ne uspijeva dovesti Kaku iz Milana i Arjena Robbena iz Chelsea. Tijekom zimskog prijelaznog roka u klub stižu Marcelo, Fernando Gago i Gonzalo Higuaín. Calderon u medijima kritizira neke igrače zbog ponašanja u svlačionici, pogotovo Davida Beckhama, koji već te sezone odlazi u LA Galaxy. Real je odlično ušao u sezonu 2006./07., te se s Barcelonom izmjenjivao na vodećoj poziciji. Peto kolo prije kraja Barcelona je gostovala na Bernabeuu. Real je čak tri puta vodio, ali se Barcelona tri puta vraćala i utakmica je završila 3:3. U idućem kolu Barcelona je kiksala kod Betisa, a Real je pobijedio Huelvu. Do kraja Real nije ispuštao prednost te je po 30. put digao trofej pobjednika Primere. Iduće sezone u Real pristižu dva nizozemska virtuoza Arjen Robben i Wesley Sneijder. Uz pomoć ove dvojice Real osvaja i La LIgu u sezono 2007./08. U finalu španjolskog superkupa dočekala ih je Valencija. Prvu utakmicu na Mestalli Real je izgubio rezultatom 3:2. Uskoro dolazi i druga utakmica na Bernabeu. Valencija dolazi u vodstvo preko Silve u 32. minuti. Sedam minuta kasnije Rafael van der Vaart dobiva izravni crveni karton te tako Real ostaje s desetoricom. Van Nistelrooy i Ramos, začuđujuće, vraćaju Real u vodstvo, ali Nistelrooy dobiva drugi žuti u 72. minuti te tako Real ostaje s devetoricom. To nije pokolebalo Realov napad koji do kraja utakmice daje još dva pogoka, a Valencijin poraz donekle ublažava pogotkom bivši Realovac, Fernando Morientes. Tako je Real s devetoricom igrača pobijedio Valenciju 4:2 i ukupnim rezultatom 6:5 odnijeo naslov na nevjericu mnogih simpatizera Valencije. Ova je utakmica proglašena jednom od najboljih finala u španjolskoj športskoj povijesti. Od osvajanja ovog trofeja stvari u madridskom divu kreću nagore.
Calderon uskoro odlazi s mjesta predsjednika, a zamjenjuje ga Vicente Boluda. No i on ubrzo daje ostavku, a na mjesto predsjednika po drugi put dolazi Florentino Perez.

### Druga Pérezova era i Mourinhova era (2009. – 2013.)
Odmah nakon što je vraćen na mjesto predsjednika Pérez smjenjuje dotadašnjeg trenera Juandea Ramosa i na njegovo mjesto postavlja čileanskog stručnjaka Manuela Pellegrinia, dotadašnjeg trenera španjolskog prvoligaša Villarreala. Nakon toga, baš kao i u svojem prvom mandatu, Pérez u klub dovodi nekoliko velikih nogometnih zvijezda. Prva i najveća zvijezda bio je Cristiano Ronaldo. Portugalski napadač u Real je stigao iz engleskog premierligaša Manchester Uniteda, i to za rekordnu svotu od 80 milijuna funti (94 mil. €). Taj transfer odjeknuo je svjetskim medijima poput bombe, međutim nije svugdje naišao na odobravanje. Velik broj trenera i dužnosnika klubova iz Europe, ali i šire, kao i mnogo nogometnih stručnjaka, kritizirao je transfer smatrajući ga neprimjereno skupim. Među kritičarima bio je i Joan Laporta, tadašnji predsjednik najvećeg Realovog rivala, Barcelone. No Ronaldo je bio samo jedna od skupih akvizicija madridskog diva. Sljedeći je na Santiago Bernabéu "sletio" brazilski umjetnik, dotadašnji veznjak talijanskog Milana Ricardo Izecson dos Santos Leite poznatiji kao Kaká. Igrač zbog kojeg su svojevremeno zahladili odnosi između madridskog Reala i Milana, doveden je za 65 milijuna €. Sljedeći na Pérezovom popisu bio je talenirani francuski napadač alžirskog podrijetla Karim Benzema, koji je pristigao iz francuskog velikana Lyona. Vrijednost tog trasfera procjenjuje se na 35 milijuna eura. No ni tu nije bio kraj velikim tranferima. Nakon Benzeme na red je stigao i španjolski reprezentativac i veznjak engleskog Liverpoola, Xabi Alonso, za čije je usluge izdvojeno 30 milijuna eura. No kako nebi ispalo da se ponovno, kao i kod prvih Galacticosa, dovode samo napadači i vezni igrači, dovedeno je i nekoliko obrambenih igrača. Među njima navjviše se ističe ime Raula Albiola, talentiranog braniča španjolske reprezentacije i Valencije, čija je cjena bila 15 milijuna eura. Uz navedene velike zvijezde dovedeno je još nekoliko, uglavnom mladih i talentiranih igrača: Álvaro Arbeloa (Liverpool) – 4,5 mil €; Esteban Granero (Getafe) – 4 mil €; Álvaro Negredo (Almeria) – 5 mil € (iste sezone prodan u Sevillu za 15 mil €).
Istovremeno, klub napušta mnogo igrača, koje je Pérez smatrao nepotrebnima. Od svih imena najviše iskaču dva nizozemska veznjaka. Riječ je o Arjenu Robbenu i Wesleyju Sneijderu. Robben, inače često sklon ozljedama, bio je jedna od udarnih karika prethodnih sezona, iznimno brz igrač gotovo nevjerojatne tehnike često je na muke stavljao obrane momčadi diljem Europe. No Pérezu to nije bilo dovoljno i Robben je prodan minhenskom Bayernu za omalenih 25 milijuna €. Wesley Sneijder, inače čvrsti veznjak i razigravač razornog udarca, također je proglašen viškom stoga je karijeru nastavio u milanskom Interu, a za njega je Real dobio odštetu od 15 milijuna eura. Zanimljivost vezana uz ove transfere je to da su se ta dva igrača godinu kasnije susrela ni manje ni više već u finalu Lige prvaka, u utakmici u kojoj je Inter pobijedio Bayern s 2:0. Tu je vjerojatno i sam Perez uvidio svoju veliku pogrešku. Osim navedenog dvojca, klub je još napustila i jedna od legendi kluba, Míchel Salgado koji je u Realu proveo 10 godina svoje karijere i sudjelovao u osvajanju 2 Lige prvaka. Od ostalih igrača koji su napustili klub valja spomenuti Fabia Cannavara (Al-Ahli Dubai); Gabriela Heinzea (Marseille); Javier Saviola (Benfica); Klaas-Jan Huntelaar (Milan) i dr.
No unatoč brojnim transferima i ukupno potrošenih 252 milijuna eura, u prvoj sezoni ponovnog Perezovog vladanja Realom klub nije uspio osvojiti niti jedan trofej. Prvo ih je iz španjolskog Kupa Kralja izbacio niželigaš AD Alcorcón i to s ukupno 4:1 u dvije utakmice. U Ligi prvaka također nije bilo uspjeha, te su već šestu godinu u nizu ispali u osmini završnice, a koban je bio francuski Lyon (1:0; 1:1). Mnogo bolje je momčad izgledala u španjolskoj Primeri, no prvak je ipak bila Barcelona, sa samo tri boda prednosti ispred Reala.
Zbog tog neuspjeha na klupi Reala smijenjen je Manuel Pellegrini, a njegovo mjesto preuzeo je jedan od najboljih trenera na svijetu, osvajač dvije Lige prvaka s dva različita kluba i osvajač nekoliko nacionalnih prvenstava i kupova, karizmatični, no i ekscesima sklon, Portugalac José Mourinho.
U sezoni 2010./11. klub napuštaju dvije velike legende, Raul i Guti. Kako bi smanjio bijes navijača, Perez u klub dovodi sedam pojačanja: Sergia Canalesa (Racing Santander), Ángela di Maríu (Benfica), Pedra Leona (Getafe), Ricarda Carvalha (Chelsea), Samija Khediru (Stuttgart), Mesuta Özila (Werder Bremen), a iz Cityja na posudbu dolazi Emmanuel Adebayor. Unatoč svim ovim pojačanjima Real je 29. studenog 2010. doživio jedan od najtežih poraza u klupskoj povijesti. Bio je to poraz od najvećeg rivala Barcelone s katastrofalnih 5:0. Real se poslije tog poraza donekle oporavio te je napredovao u Ligi prvaka kao prvi u grupi, prošao osminu i četvrtfinale te dolazi u polufinale prvi put nakon osam godina. Iza toga uslijedilo je ono što se dosad nikad nije dogodilo. Naime, u 18 dana odigrana su čak 4 El Clásica. Prvi susret odigran je u Primeri i završio je rezultatom 1:1, a oba pogotka postignuta s bijele točke. Drugi susret bilo je finale Kupa kralja. Real je bio bolja momčad, što je i okrunio pogotkom Cristiana Ronalda glavom u produžecima. Završilo je 1:0, a Real je tako po 18. put podigao trofej Kupa kralja. Zatim su uslijedila dva kontroverzna meča u polufinalu Lige prvaka. U prvom susretu koji se igrao na prepunom Bernabeu Real je držao rezultat 0:0, da bi sudac u sredini drugog poluvremena isključio Realova braniča, Pepea. Pepe je dobio izravni crveni karton zbog "surovog prekršaja" na Danielu Alvesu. Daniel Alves se okretao na travnjaku i govorio da ne može hodati, da bi minutu nakon toga ušao na teren i počeo trčati bez problema. Kasnijim pregledavanjem snimke utvrđeno je da Pepe nije uopće dodirnuo Alvesa te da je ovaj simulirao što je očito bila jedna od prekretnica ovog polufinala. Pepe, koji je inače vrlo važan igrač, nije mogao igrati sljedeću utakmicu, a Real je ovu prvu s igračem manje izgubio s 0:2. Na toj istoj utakmici Barcelonin vezni igrač Sergio Busquets je Realovog braniča Marcela vrijeđao na rasnoj osnovi za što nikad nije bio kažnjen. Druga utakmica završila je neodlučeno, a Realu je poništen regularan pogodak početkom drugog poluvremena što je također prelomilo utakmicu. U Primeri je Real u zadnje četiri utakmice postigao 21 pogodak, a većinu ih je dao Cristiano Ronaldo koji je tako postao najbolji strijelac jedne sezone Primere u povijesti te je osvojio Zlatnu kopačku kao najbolji napadač Europe.
U sezoni 2011./12. Real je napokon prekinuo dominaciju Barcelone. Iako je u finalu superkupa izgubio ukupnim rezultatom 5:4 Real je odlično krenuo u sezonu. U ljetnom prijelaznom roku u klub dolaze Nuri Şahin (Borussia Dortmund), Hamit Altıntop (Bayern München), José Maria Callejón (Espanyol) te Raphaël Varane (Lens). Ta sezona se popularno nazvala La Liga de los Récords zbog toga što su Real i njegovi nogometaši srušili stare i postavili nove rekorde. Dva glavna rekorda su ta da je Real postigao najviše pogodaka u jednoj sezoni Primere ikada. Real je postigao 121 gol te je tako srušio svoj vlastiti rekord iz 1989./90. koji je iznosio 107 golova te da su osvojili fenomenalnih 100 bodova. Trojac Higuain-Benzema-Ronaldo postao je najuspješniji napadački trojac u nogometnoj povijesti postigavši preko 110 golova u svim natjecanjima. Real je osvojio Primeru po 32. put te prvi put nakon 2008., ispao u polufinalu Kupa kralja od Barcelone te u polufinalu Lige prvaka na jedanaesterce od minhenskog Bayerna. Najbolji strijelac sezone bio je Cristiano Ronaldo sa 60 golova i tako je postao prvim nogometašem u povijesti koji je postigao gol svim klubovima u Primeri.

### Era Carlo Ancelotti (2013. – )

#### Sezona La Decime
Dana 25. lipnja 2013. trenerom madridske momčadi postaje Carlo Ancelotti naslijedivši Josea Mourinha, s trogodišnjim ugovorom. Ubrzo imenuje Zinedinea Zidanea svojim pomoćnikom, a već 1. kolovoza potvrđuje se transfer Garetha Balea s možda čak rekordnih 100 milijuna eura. Real je loše otvorio sezonu u Primeri, te je kaskao za Barcelonom i Atléticom, ali s prestankom zimske stanke i početkom ljetne Real furiozno kreće i dostiže prednost već navedenog dvojca, te čak prelazi i u vodstvo. Zatim Real gubi dvije utakmice zaredom od Barcelone (3:4) i Seville (2:1) te se čini kako je prvenstvo izgubljeno. Kasnije se pokazalo da je Real titulu izgubio u zadnja 4 kola gdje je uzeo samo 5 od mogućih 12 bodova, a prvakom Španjolske nakon dugih 18 godina postaje Atlético iz Madrida. U međuvremenu je Real osvojio Kup kralja u finalu protiv Barcelone s rezultatom 2:1 i fenomenalnim pogotkom Balea. Real je također u polufinalu Lige prvaka izbacio proščogodišnjeg prvaka, Bayerna iz Münchena s ukupnih 5:0 i ogromnim trijumfom 4:0 na Allianz Areni uz dva pogotka Sergia Ramosa te Cristiana Ronalda. Uskoro dolazi i finale Lige prvaka, a po prvi puta u povijesti ovoga natjecanja susrela su se dva gradska Reala. Utakmica je otvorena uz lijepu ceremoniju, a tvrdu utakmicu prekinuo je Diego Godín koji dovodi Atlético u vodstvo. Too vodstvo stajalo je sve do sami finiš utakmice kada nade Atlética u prvu europsku krunu pokopava Sergio Ramos golom u 93. minuti. Otišlo se u produžetke gdje je Real vrlo vješto iskoristio svoju psihološku prednost te uz golove Balea, Marcela i Cristiana dolazi do konačnih i velikih 4:1 te svoje desete titule Lige prvaka, popularno zvane La Decima.

#### Sezona lova na šest trofeja
Nakon što je Real osvojio toliko priželjkivanu La Decimu, uskoro je klub potresla jedna loša vijest koja je sve navijače i simpatizere Reala zavila u crno. Dana 7. srpnja 2014. u bolnici u Madridu preminula je jedna od velikih legendi kluba i počasni predsjednik, veliki Alfredo Di Stefano, a idućega dana mu je Real pripremio javni oproštaj na svome stadionu.
Na Mundijalu u Brazilu, nogometaši Madrida nisu se baš istakli. Španjolci predvođeni Sergiom Ramosom, Ikerom Casillasom, Xabijem Alonsom ispadaju velikom blamažom već u grupnoj fazi. U grupnoj fazi odlaze i Luka Modrić te Portugalci Cristiano Ronaldo, Pepe i Coentrao. U knock-out fazi ispali su Marcelo, Benzema i Varane. No u finalu se susreću Angel di Maria i Sami Khedira. Njemačka je bila bolja te je Khedira postao jedan od rijetkih nogometaša koji je u istoj godini osvojio i Mundijal i Ligu prvaka. Nakon SP u Brazilu u Real pristiža tri nogometaša koji su se iskazali na Mundijalu. Fenomenalni golman Kostarike Keylor Navas. sjajni Kolumbijac i Zlatna kopačka prvenstva James Rodríguez te prvak s Njemačkom Toni Kroos. Klub su napustili Alvaro Morata (Juventus), Diego Lopez (Milan), a na posudbu je otišao Casemiro (Porto).
Dana 12. kolovoza 2014., Real je pod vodstvom Ancelottia osvojio i drugi europski superkup pobijedivši Sevillu 2:0 u Cardiffu zgodicima Cristiana Ronalda. S ovim se trofejom Real izjednačio na vrhu s Barcelonom u 78 službenih naslova priznatih od strane FIFE i UEFE.
Dana 20. prosinca 2014. Real Madrid je osvojio svoje prvo FIFA Svjetsko klupsko prvenstvo u Maroku pobijedivši u finalu argentinski San Lorenzo 2:0.

## Grb i dres
Prvi grb kluba bio je jednostavan s prikazom ukrštenih slova MCF što je označavalo Madrid Football Club. Slova su bila prikazana bijelom bojom na tamnoplavoj podlozi, dok je dres bio bijele boje.
Prva promjena dogodila se 1908. kada su slova stilirizirana i dodan je krug. Kada je Real proglašen Kraljevskim klubom 1920. na grb je dodana kruna, a ime kluba je promijenjeno u Real Madrid Club de Footbal. S padom monarhije 1931. kruna je uklonjena kao i naziv Real. Završetkom Građanskog rata ponovo se vraća kruna i naziv Real samo što se ovaj put grb popunjava zlatnom bojom kao najistaknutijim dijelom te je zadržana plava linija na grbu. Posljednja promjena dogodila je se 2001. na ulasku u novo stoljeće kada je svijetlo-plava crta potamnjena.
Domaća boja kluba bila je bijela s plavom crtom poprijeko koje danas nema na dresu već je sačuvana u grbu.
1902. plave su se štucne zamijenile onima crne boje. 23. studenog u utakmici s madridskim Atléticom Real je postao prvi klub u Španjolskoj koji je na dresovima nosio brojeve. Današnje Realove tradicionalne boje su bijela i crna, a ponekad i crvena. Real je kroz cijelu svoju povijest ostao dosljedan bijelim dresovima i bijelim šorcevima. Iznimka je bila jedna godina, tj. 1925. kada je bijeli šorc zamijenjen onim crne boje. To su predložili, a prijedlog je prihvaćen, Quesada i Escobal koji su putovali te godine u Englesku. Ondje su ostali "zadivljeni elegancijom" tog dizajna te su ga donijeli kuću u Madrid. Real je taj dizajn nosio samo jednu sezonu jer se ispadanje od Barcelone u polufinalu Kupa kralja (ukupni rezultat je bio 7-1) pripisalo kao "Božja kazna" i nesreća te su vraćeni Realovi standardni bijeli šorcevi. Kako je Real prebacio svoj dres po uzoru na drugi (ipak samo na jednu sezone), tako je engleski klub Leeds United promijenio boje kluba u bijelo nakon Realove pobjede 7:3 u finalu Lige prvaka protiv Eintrachta te Leeds i dan danas nosi bijele dresove. Prvi Realov sponzor bio je Zanussi od 1982. do 1985. Idućih sedam godina Reala su naizmjenično sponzorirali Parmalata i Otaysa. Prvi duži ugovor bio je onaj s TEKA-om koji je trajao od 1992. do 2001. Ove potonje godine Real je na dresovima nosio natpis Realmadrid.com kako bi popularizirao svoju web-stranicu. Od 2002. do 2006. glavni sponzor bio je Siemens mobile, a od 2006. do 2007. sponzorom je bio BenQ Siemens. Zbog nekih nesuglasica partnerstvo je prekinuto te od tada Realu na dresu stoji bwin. Glavni proizvađ i partner Realovih dresova je tvrtka Adidas.

### Sponzorstvo
| Sporazumne sezone | Glavni dobavljač opreme | Službeni sponzor |
| ----------------- | ----------------------- | ---------------- |
| 1902. – 1980.     | Nema                    | Nema             |
| 1980. – 1982.     | Adidas                  | Nema             |
| 1982. – 1985.     | Adidas                  |                  |
| 1985. – 1986.     | Adidas                  | Parmalat         |
| 1986. – 1989.     | Hummel                  | Parmalat         |
| 1989. – 1990.     | Hummel                  | Renny Picot      |
| 1990. – 1992.     | Hummel                  | Otaysa           |
| 1992. – 1994.     | Hummel                  |                  |
| 1994. – 1998.     | Kelme                   |                  |
| 1998. – 2001.     | Adidas                  |                  |
| 2001. – 2003.     | Adidas                  | Nema             |
| 2003. – 2005.     | Adidas                  | Siemens Mobile   |
| 2005. – 2006.     | Adidas                  |                  |
| 2006. – 2007.     | Adidas                  |                  |
| 2007. – 2013.     | Adidas                  | Bwin             |
| 2013.–            | Adidas                  |                  |

## Stadioni
Više o stadionima ovdje: Campo de O'Donnell, Campo de Ciudad Lineal, Stadion Chamartín, Stadion Santiago Bernabéu, Stadion Alfreda di Stéfana, Ciudad Real Madrid
Prvo mjesto gdje je Real igrao bio je Campo de O'Donnell od 1912. gdje su nastupali 11 godina. Nakon toga, Real se preselio na Campo de Ciudad Lineal, malo igralište s kapacitetom od 8000 gledatelja. Poslije je Real igrao domaće utakmice na stadionu Chamartin koji je otvoren 17. svibnja 1923. utakmicom s Newcastelom. Na ovom je stadionu, koji je imao kapacitet od oko 22500 gledatelja, Real osvojio prvi naslov prvaka Španjolske. Nakon par uspjeha, predsjednik Santiago Bernabéu, odlućio je da je stadion premalen za ambicije Reala. Sagrađen je novi stadion, koji je i danas dom ovog velikana, Santiago Bernabéu. Prva utakmica na novootvorenom stadionu bila je s portugalskim Belenensessom koju je Real pobijedio 3-1, a prvi pogodak na ovom stadionu postigao je Sabino Barinaga.
Iako je na početku imao kapacitet od 12o tisuć0, to je se radi UEFA-inih pravila moralo reducirati. Realova uprava je 2011. godine najavila obnavljanje stadiona i dodavanje pomičnog krova. Što se tiče posjećenosti stadiona i gledanosti ove momčadi, Real je četvrta ekipa u Europi odmah iza Borussie Dortmund, Barcelone i Manchester Uniteda. Razlog tome je što ova tri kluba imaju veće stadione od Realova.
Bernabéu je bio mjesto odigravanja finala EURA 1964. gdje su Španjolci pred svojom publikom osvojili naslov europskih prvaka te finala SP 1982. Osim reprezentativnih finala na Bernabéuu su se igrala i četiri finala Lige prvaka. To je bilo 1957., 1969., 1980. i 2010. Godine 1957. Real je na svom stadionu osvojio naslov prvaka Europe čime je postao prvi osvajač na domaćem terenu te jedna od dvije momčadi kojima je to pošlo za rukom. Druga momčad je talijanski Inter.
Dana 14. studenoga 2007. Bernabéu je od UEFA-e dobio ocjenu "pet zvjezdica".
Dana 9. svibnja 2006. otvoren je stadion Alfreda di Stefana u sklopu kompleksa Ciudad Real Madrid. Otvoren je utakmicom između Reala i njegov starog suparnika iz finala Lige prvaka, Stade de Reimsa. Real je tu utakmicu dobio rezultatom 6:1. Stadion je dobio ime po legendarnom igraču Reala, Alfredu di Stéfanu. Na njemu domaće utakmice igra Realova B momčad, Castilla. Smješten je u parku Valdebebasu u blizini zračne luke Barajas.

## Statistike i rekordi
| Igrač s najviše nastupa              | Broj utakmica |
| Raúl González                        | 741           |
| Iker Casillas                        | 725           |
| Manolo Sanchís                       | 710           |
| Santillana                           | 645           |
| Sergio Ramos                         | 607           |
| Gento                                | 601           |
| Fernando Hierro                      | 601           |
| Igrač s najviše postignutih pogodaka | Broj pogodaka |
| Cristiano Ronaldo                    | 450           |
| Raúl González                        | 323           |
| Alfredo Di Stéfano                   | 308           |
| Santillana                           | 290           |
| Ferenc Puskás                        | 242           |
| Karim Benzema                        | 222           |
| Hugo Sánchez                         | 208           |

Raúl uvjerljivo drži prvo mjesto s čak 741 nastupom (1994. – 2010.) ispred Manola Sanchisa sa 710 nastupa. Rekord kod golmana drži Iker Casillas s 725 odigranih utakmica dok je Luis Figo stranac s najvećim brojem nastupa (127).
Najviše pogodaka u dresu Reala postigao je Cristiano Ronaldo, u listopadu 2015. izjednačio je Raulov rekord od 323 gola, brojka je do siječnja 2016. porasla na 450 golova. Još su petorica igrača koja su prešla brojku od 200 pogodaka u Kraljevskom klubu, a to su Alfredo di Stefano, Santillana, Cristiano Ronaldo, Ferenc Puskás i Hugo Sánchez. Najviše postignutih golova u jednoj sezoni postigao je Cristiano Ronaldo. Najbrži gol postigao je Ronaldo u 15. sekundi protiv Atlético Madrida. Real također drži rekord u osvojenim prvenstvima Španjolske (32) i Lige prvaka (10). Real je također klub koji drži rekord u utakmicama u kojima nije pobijeđen (121).
Najposjećenija je bila utakmica finala Kupa prvaka 1957. godine gdje je Real na svom stadionu pobijedio talijansku Fiorentinu. Real je osvojio drugi naslov europskog prvaka, a do pobjede ga je vodilo nevjerojatnih 124 tisuće gledatelja što je i dan danas rekord posjećenosti na europskim stadionima. Što se tiče domaće posjećenosti Real je drugi klub u Španjolskoj, odmah iza Barcelone (Bernabeu ima kapacitet od 80.000 mjesta, a Camp Nou od oko 100.000 mjesta), a u Europi je četvrti iza već spomenute Barcelone, Manchester Uniteda i Borussie Dortmund. Najposjećenija utakmica u domaćim natjecanjima bila je ona iz 2006. pred 83.000 gledatelja u Kupu kralja. U sezoni 2007./08. s prosjekom od 76.234 gledatelja po utakmici Real je bio najgledaniji klub u Europi.
Real drži rekord po uzastopno osvojenim naslovima u Španjolskoj. To mu je uspjelo poći za rukom od 1960. do 1965. te od 1985. do 1990. Real je najuspješniji klub u Europi s 10 naslova te rekorder po broju nastupa u polufinalu tog istog natjecanja gdje je čak igrao 23 puta. Real drži također rekord po najplaćenijem igraču jer su doveli Cristiana Ronalda za ogromnih 96 milijuna €. I prije ovoga transfera Real je držao rekord po najskuplje dovedenom igraču. Bio je to Zinedine Zidane koji je iz Juventusa prešao za 76 milijuna €. Real je najviše novca dobio za Robinha koji je prešao u Manchester City za 42 milijuna €. Najveću pobjedu Real je upisao protiv najvećeg rivala, Barcelone. To je bilo u polufinalu Kupa kralja 1943. godine, a Real je pobijedio s rezultatom 11:1. Oko te utakmice vuku se neke kontroverze. U Europi najveća pobjeda bila je ona od 9:0 protiv danskog Odensea. Najteži poraz Real je doživio u sezoni 1929./30. od Espanyola. Rezultat je bio 8:1 za momčad iz Barcelone.

## Rivalstvo

### El Clasico
U svakoj nogometnoj nacionalnoj ligi u svijetu postoji žestoko suparništvo između dva najjača kluba, a to je posebno slučaj u španjolskoj Primeri gdje se utakmica između Barcelone i Real Madrida zove El Clásico. To je športski događaj sezone u Španjolskoj te najgledaniji derbi na svijetu. Još od početka natjecanja ova dva kluba predstavljala su dvije različite regije u Španjolskoj: Kataloniju i Kastilju, kao i dva različita grada veliki kontinentalni Madrid te velika luka Barcelona. Njihovo rivalstvo također reflektira i političke i kulturne tenzije koje se desetljećima osjete između Katalonaca i Kastiljaca, a koje jedan autor naziva ponovnim rađanjem Španjolskog građanskog rata.
Tijekom Španjolskog građanskog rata došlo je do ukidanja katalonskog jezika i do zabranjivanja njihove cjeloukupne kulture. To je u navijača Barcelone stvorilo apatiju prema Madridu i njegovom najjačem brandu, Realu. Barcelona tada postaje Mes que un club (Više od kluba) jer su Katalonci samo na Camp Nou mogli izražavat svoj jezik, svoju kulturu, a Barcelona je postala "neslužbena vojska" Katalonije. U svijesti Katalonaca se stvorilo mišljenje da je Real klub generala Francisca Franca što nije točno jer se general deklarirao kao navijač Realovog gradskog rivala, Atlética. Barcelona se smatra separatističkim, a Real kraljevsko-režimskim klubom.
Tijekom 50-ih godina prošlog stoljeća suparništvo je još više pogoršano nakon kontroverznog transfera Alfreda di Stéfana koji je na kraju zaigrao za Real Madrid i postao ključnim igračem njihovih kasnijih uspjeha.
Tijekom 60-ih godina njihovo rivalstvo se proširilo na europska natjecanja kada su se dva puta susreli u knock-out fazi Lige prvaka.
Službeno je odigrano 222 El Clasica između Reala, "ponosa Kastilje", i Barcelone, "ponosa Katalonije". Učinak u službenim utakmicama je 88 pobjeda Reala te jedna manje Barcelone. Gol-razlika je također na Realovoj strani te iznosi 372:359. Računajući sve utakmice, i prijateljske i nenatjecateljske, Barcelona je uspješnija. Najviše pogodaka imaju Alfredo di Stefano (18) i Raúl González (15) na jednoj, te Lionel Messi (17) i César (14) s druge strane. Najveća pobjeda u međusobnim omjerima bila je 11:1 u polufinalu Kupa kralja gdje je Real doslovno "zgazio" Barcelonu.

### El Madrileño
.
El Madrileño je madridski gradski derbi između Reala i Atlética i vjerojatno drugi derbi po jačini u državi odmah nakon El Clasica. Ova su dva kluba vrlo suprotnog identiteta i različitih sudbina. Stanje u Madrdu je potpuno indentično onome u Manchesteru između Uniteda i Cityja. Atlético se karakterizira kao sentimiento de rebeldía (Osjećaj pobune) protiv Reala. Za vrijeme Francova režima Atlético je bio privilegiraniji klub s više povlastica iako mu je politika bila krajnje ljevičarska. 
Atlético je bio, kako je već gore spomenuto, krajnje ljevičarski klub ponajprije zahvaljujući tome što se Real smatrao nacionalističkim i krajnje desničarskim klubom. No, ipak su navijači Reala Ultrasi "podbadali" navijače Atlética kako oni nisu čak ni najjači ljevičarski klub u gradu, već da je to Rayo Vallecano. Za Atlético navijaju većinom ljudi iz južnog Madrida i pretežito protestanti, dok za Real navijaju oni sa sjevera Madrida i pretežito rimokatolici.
 Do kraja 60-ih godina prošlog stoljeća Atlético je bio klub za kojeg je navijala većina Madriđana, ali se to promijenilo zbog toga što se Real pokazao boljim i uspješnijim.
Prvi derbi odigrao se 1906. u okviru regionalnog prvenstva grada Madrida, a slavio je Real 2:1. Prvi susret u La Ligi odigran 21. veljače 1929. na Realovom stadionu Chamartín završio je također Realovom pobjedom 2:1, a oba gola za Blancose postigao je Monchín Triana.  Od 60-ih godina, kada je u Realu igrao Di Stefano, Real je počeo stvarati veću prednost koja je sve više bila izraženija i u sedamdesetima, iako do tada Real imao samo 11 pobjeda više od Atlética u ligi. Najveća razlika napravljena je u posljednjih 15-20 godina, pogotovo se tu misli na zadnjih dvanaest godina u kojoj Real nema poraza.
Što se tiče službenih utakmica Real ima 139 pobjeda, a Atlético 62 dok je izjednačeno bilo 56 puta. Najviše utakmica odigrali su Raúl González i Francisco Gento (29) s jedne te Adelardo (27) i Collar (24) s druge strane. Najbolji strijelac za Atlético je Campos s 9 pogodaka, a za Real su to Santillana s 13 i Raul s 11 pogodaka.

### Ostala rivalstva
U Španjolskoj Real ima još jedno jako rivalstvo u koje se također umiješala politika te svi ostali aspekti španjolskog društva, kulture i običaja. To rivalstvo Real ima s baskijskim Athleticom iz Bilbaa. Za razliku od "relativno mirnih" Katalonaca, Baski pokazuju više sile pri ostvarenju svojih političkih interesa. Kako Katalonci izražavaju svoje mišljenje kroz Barcelonu, tako ga i Baski izražavaju kroz svoj najjači klub Athletic. Real je upravo najomraženiji klub u ovome dijelu Španjolske jer predstavlja "moć" njima omraženog Madrida. Real u međusobnim utakmicama ima 105 pobjeda dok Baskijsci imaju 74 pobjede. Pobjednika nije bilo u 40 utakmica. Gol-razlika je također na strani Madriđana u omjeru 412:314. Real je 2012. godine postao prvim klubom koji je osigurao naslov na stadionu Athletica, San Mamésu.
U Europi Real ima posebno rivalstvo s bavarskim Bayernom. To rivalstvo poznato je kao "Clásico Europeo". Kako su oba kluba "divovi" susretali su se više puta po završnicama europskih kupova. U tim susretima uspješniji su Bavarci koji imaju 11 pobjeda, dok Real ima 7. Neodlučeno je bilo dva puta. Gol-razlika je također na Bayernovoj strani u omjeru 33:26. Za navijače Reala Bayern je poznat kao Bestia Negra
Ako je jedan klub samo dva trofeja iza tebe, to donosi rivalstvo na svim područjima europskog natjecanja. Takvo je rivalstvo Reala i talijanskog Milana. Baš kao i duel s Bayernom i ovaj se derbi zove Clásico Europeo. Real ima devet naslova europskih prvaka, a Milan sedam. Milan je također europski nogometni "div" pa su se on i Real susretali više puta u završnicama europskih natjecanja. Real je uspješniji i ima 7 pobjeda, dok Milan ima jednu manje. Neodlučeno je bilo 3 puta. Gol-razlika je na strani Reala u omjeru 29:26.
Real ima rivalstvo i s drugim milanskim klubom, Interom. Rivalstvo između ova dva kluba počelo je s natjecanjem Kupa prvaka gdje su se klubovi susretali više puta. Inter je bio drugi klub koji je Reala pobijedio u finalu Kupa prvaka. Naime, Inter je slavio u finalu 1964. rezultatom 3:1. No, nije se dugo čekalo na Realovu “osvetu”. Inter je i iduće godine osvojio naslov europskog prvaka, no naredne godine je zaustavljen u polufinalu baš od Reala, koji je kasnije pobijedio Partizana. Kroz iduće godine klubovi su se susretali po više puta, no ravnoteža je uvijek bila tu negdje. Ukupno je odigrano 15 utakmica. Real ima 6 pobjeda, Inter jednu više dok je utakmica bez pobjednika završila dva puta.
Gol-razlika je 20:19 na strani Reala.

## Realove legendarne generacije
Momčad kao Real svake godine ima snažnu ekipu, no u povijesti iskaču tri generacije. Te tri generacije su harale Španjolskom i Europom te bili "strah i trepet" za ostale momčadi.
Yé-yé je naziv za generaciju madridskog Reala koja je "harala" 60. godinama prošlog stoljeća. U prvim godinama kapetanom je bio Francisco Gento, koji je igrajući zajedno s velikim Alfredom di Stefanom osvojio pet puta europski Kup prvaka. Gento je predvodio skupinu mladih Realovih igrača kao što su: Amancio Amaro, José Araquistáin, Pachín, Pedro de Felipe, Manuel Sanchis Martínez, Pirri, Ignacio Zoco, Fernando Serena, Ramón Grosso i Manuel Velázquez. Ime su dobili po pjesmi od Beatlesa, a karakteristika ove generacije je bila to da svi odreda bili Španjolci. Osvojili su ukupno 10 trofeja u 9 godina.
Quinta del Buitre (prevedeno na hrvatski: Pet strvinara) je legendarna generacija madridskog Reala koja je harala 1980-ih godina. Ime je dobila po najkarizmatičnijem članu ove generacije, Emiliu Butragueñu koji je imao nadimak El Buitre (Sup). Ostali članovi bili su Manolo Sanchís, Rafael Martín Vázquez, Miguel Pardeza i Michel. I u ovoj su generaciji svi bili Španjolci, a u 7 godina su osvojili 11 trofeja.
Galácticosi (Svemirci) je naziv za dvije generacije madridskog Reala. Za vrijeme prvog mandata Florentina Péreza uveden je ovaj termin koji je označavao kupnju tada "najboljih" igrača koji su mnogo plaćeni.
Sam pojam Galácticosa nosi i dobre i loše strane. Za razliku od gore navedene dvije generacije, Galacticose uglavnom čine strane zvijezde. Prve Galacticose činil su: Luís Figo, Zinedine Zidane, Ronaldo, David Beckham, Raúl González, Iker Casillas i Roberto Carlos. U 7 godina osvojili su 10 trofeja. Druge Galacticose čine već spomenuti Casillas, Kaká, Cristiano Ronaldo, Karim Benzema, Xabi Alonso, Ángel di María, Mesut Özil, Sami Khedira. Ova generacija je zajedno dvije godine i osvojili su dva trofeja.

## Navijači
Real kao jedan od najjačih svjetskih klubova ima brojnu podršku kako s tribina i ispred televizora, tako i među poznatim i slavnim ličnostima. U Španjolskoj Real je najpodržavaniji klub u državi s ukupnih 32 %, dok je druga Barcelona s 25 %. Real je na svijetu drugi najpodržavaniji klub odmah nakon Manchester Uniteda te drugi najpodržavaniji klub u Europi, također iza Manchestera. Potrebno je istaknuti da klubom upravljaju navijači te Real time čak 60.000 vlasnika tzv. "sociosa". On je i u Madridu najomiljeniji klub, nauštrb Atlética. Za Real uglavnom navijaju ljudi iz sjevera Madrida te madridski katolici.
Najvatreniji navijači ovog kluba su Ultras sur koji su osnovani 1980., poznati po žestokom i fanatičnom navijanju za svoj tim. Njihova politika naginje oštroj desnici i kastiljskom nacionalizmu, a smješteni su na južnoj tribini velebnog Bernabeua. Uvijek su opremljeni navijačkim rekvizitima, ali i transparentima koji prikazuju kukaste i keltske križeve. U sedmoj minuti utakmice skandiraju "Illa, illa Juanito Maravilla" kao spomen na tragično preminulog Realovog napadača, Juanita. Često su bili u raznim sukobima s upravom kluba, a ponekad i igračima. Predsjedniku Perezu zamjeraju mnogo stvari, a među njima je i prodaja legendi kluba Raula i Gutija, odlazak Clauda Makéléléa i tjeranje s klupe del Bosquea. Slogan navijača je "Inmortales como el tiempo, inalterables como la historia" što bi u prijevodu značilo "Besmrtni kao vrijeme, nepromjenjivi kao povijest".
Za Real navijaju, kako je već rečeno, i mnoge slavne ličnosti iz svijeta politike, športa, glume i ostalog. Kao "deklarirani" Realovi navijači ističu se španjolska kraljevska obitelj, jordanski kralj Abdulah II., tenisač Rafael Nadal, pjevač Julio Iglesias, vozač Formule 1 Fernando Alonso, atletičar Usain Bolt te hollywoodski umjetnici kao što su Sylvester Stallone, Tom Cruise, Antonio Banderas, Penélope Cruz i Viggo Mortensen.

## La Fabrica
La Fabrica, što u prijevodu na hrvatski znači Tvornica, je nogometna akademija koju posjeduje nogometni klub Real Madrid. Akademija nema neku posebnu filozofiju, ali njeguje brz, napadački i snažan nogomet. Smještena je u Ciudadu, kompleksu madridskog diva. La Fabrica daje skoro sve nogometaše od Castille, Realovog B tima, pa sve do Benjamin'sa, dječaka od 9 do 10 godina. Međutim, za razliku od svjetski poznate La Masie (Barcelonine akademije) koja daje većinu nogometaša prvog tima, to nije slučaj s La Fabricom. Kraljevski klub je uvijek volio kupovati zvijezde, nego ih stvarati što je jedna od stvari koje navijači prigovaraju klubu. Naime, tu Realovu politiku koja se zove Zidanes y Pavones uveo je predsjednik Florentino Pérez te je ona osnova Galácticosa. No, La Fabrica je iznjedrila par nogometaša koji su zaigrali za prvi tim i za koje zna cijeli svijet. To su: Iker Casillas, Guti i Raúl González.
Osim navedene trojice, iz akademije su izašli i nogometaši koji nisu uspjeli nastupiti za prvi tim, ali su postali poznati u ostalim timovima. Primjeri toga su: Juan Mata, Roberto Soldado i Álvaro Negredo. Danas, Real više pozornosti pridodaje svojoj akademiji za što je uvelike zaslužan trener José Mourinho koji u prvu momčad uvodi par igrača poteklih iz akademije. Posebnu se tu ističu dva imena, Álvaro Morata kojega mnogi nazivaju i "novim Raulom" te Jesé Rodríguez koji uvelike podsjeća na Cristiana Ronalda. Potonji je proglašen za najboljeg strijelca i igrača EURU do 19 godina 2012. Realova B momčad, sastavljena je od 95% nogometaša koji su došli iz La Fabrice, ušla je u Segundu gdje je već prve godine pobijedila uzdanice iz La Masie, Barceloninu drugu momčad, rezultatom 3:2 čime je pokazala da se La Fabrica itekako može suprotstaviti La Masiji.
Potkategorije Reala koje uvelike koriste igrače La Fabrice:
- Real Madrid Castilla
- Real Madrid C
- Juvenil A, B i C
- Cadetes A i B
- Infantiles A i B
- Alevines A i B
- Benjamines A i B

## Zaklada
Zaklada madridskog Reala (šp. Fundación Real Madrid) humanitarna je organizacija osnovana 2. kolovoza 2004. koja nastoji poboljšati društveni i kulturni razvoj siromašnih zemalja kroz šport. Sjedište joj je u Madridu. Zaklada je instrument kroz koji djeluje ovaj španjolski gigant nastojeći poboljšati društvenu odgovornost čineći rad u humanitarne svrhe. Cilj Zaklade je promicanje vrijednosti su športu i obrazovanju. Rad se bazira u pet glavnih područja: promicanje športa, športski trening za razvoj vrijednosti, socijalni projekti, međunarodna suradnja i upravljanje Realovim Dokumentacijskim centrom. Klub je kroz Zakladu otvorio više od 200 kompleksa diljem 60 nerazvijenih država svijeta, zapošljavajući više od 60.000 ljudi. Zaklada je organizirala i tri utakmice pod nazivima Corazón Classic. U prvom su Realove legende igrale protiv Milanovih (4:3), u drugom protiv Bayernovih (8:3) i u trećem protiv Unitedovih (3:2). U sva tri navrata tribine Bernabeu su bile krcate, a novčani prihod od ulaznica i televizijskih prava otišao je kao pomoć siromašnim zemljama Afrike. Dosad je Real kroz zakladu donirao više od 150 milijuna eura. Zaklada je kroz svoje postojanje primila više od dvadeset nagrada u raznim zemljama.

## Zanimljivosti
- Himna Reala naziva se "Hala Madrid".[59] Skladao ju je José de Aguilar 1952. godine tijekom vožnje vlakom iz Aranjueza u Madrid. Kompozitor je bio Luis Cisneros Galiane, a tekst su napisali: Luis Cisneros Galiane, Marine Garcia, Amora Farina i Antonio Villena Sanchez. Himna ima tip marša. Za 100. obljetnicu kluba izvedena je Himna del Centenario.
- Kad se osvoji neki naslov najprije se ide zahvaliti u katedralu Almudenu, dok se s navijačima obično proslavlja na Cibelesu, središnjem i najvećem madridskom trgu gdje kapetan Reala vješa zastavu Španjolske oko kipa frigijske božice Kibele.[60]
- Kad se odigra zadnja utakmica u kojoj se potvrdi naslov, kapetan Reala uzima zastavu i s njome upravlja kao toreador što je tip proslave karakterističan samo za ovaj klub.
- Klub je u vlasništvu više od 60.000 ljudi tzv. sociosa koji svojim glasovima upravljaju klubom i biraju mu vodstvo.[61]
- Real nikad nije ispao iz Primere, što je još jedino uspjelo poći za rukom Barceloni i Atletico Bilbau.[62]
- Madridski Real ima svoju vlastitu tv-mrežu koja prenosi utakmice i sve razne informacije o klubu te vlastiti nogometni list.
- O klubu je snimljeno mnogo filmova i objavljeno mnoštvo knjiga, možda je najpoznatija ona od Philla Balla"White Storm: 100 years of Real Madrid" ("Bijela oluja: 100 godina madridskog Reala")
- U sezoni 1982./83. Real je u svih pet odigranih natjecanja završio na drugom mjestu. U Primeri su bili drugi iza Athletica iz Bilbaa sa samo bodom zaostataka, u finalu Kupa kralja su izgubili od Barcelone (2:1), u finalu Kupa pobjednika kupova od Aberdeena (2:1), u finalu superkupa od Sociedada (4:1 u dvije utakmice i nakon produžetaka) te u finalu LigaKupa od Barcelone (4:3 u dvije utakmice).
- U redovima ovoga giganta dosad su nastupala petorica Hrvata, a to su Davor Šuker, Robert Jarni, Robert Prosinečki, Luka Modrić[63] i Mateo Kovačić.[64]
- U sezoni 1997./98. Real je 1. travnja igrao polufinale s dortmundskom Borussijom. Njegovi su navijači iz dan-danas nepoznatih razloga srušili vrata (branku) na terenu i iskidali mrežu. Kako Real nije imao pričuvna vrata (branku), prijetila mu je suspenzija, a da utakmice nije čak ni započela. Tad su uskočili španjolski radnici. Agustin Herrerin pohitao je na pomoćno igralište po pričuvna vrata (branku). Našao ih je, ali shvatio je da neće stati u njegov kombi. U blizini se našao vozač kamiona koji je nakon nagovaranja pomogao Herrerinu te su vrata stigla na stadion Santiago Bernabeu. Odmah se pristupilo montiranju. Utakmica je kasnila sat vremena i 15 minuta. Kasnije se ispostavilo da je kaos s vratima i montiranje bilo gledanije od same utakmice. Čak 12 milijuna Nijemaca gledalo rušenje i postavljanje vrata (branke). Polovica od te brojke nastavila je gledati i utakmicu koju je Real dobio 2:0 pogodcima Morientesa i Karembeua. Real je te godine otišao do kraja i uzeo sedmu "kantu" u Ligi prvaka. Dobio je i kaznu od UEFE jer nije imao tu pričuvnu branku na utakmici protiv Borussije. Madriđani su to platiti s milijun švicarskih franaka.[65]
- Real je donacijom od 100.000 € spasio Real Oviedo od bankrota i propadanja.[66]
- Danas često možemo vidjeti kako nogometaši nose crne trake oko ruke u znak prisjećanja na nekoga. No, malo tko zna da je to upravo prvi učinio madridski Real. Naime, 5. ožujka 1922. u utakmici s gradskim rivalom Athleticom nogometaši su nosili crnu traku zbog smrti Sotera Aranguerena i Rafaela Morena Aranzadija poznatijeg kao Pichichi koji je poginuo 4 dana ranije.[67]

## Real Madrid i mediji
Real Madrid, kao jedan od najvećih klubova, pobuđuje veliko zanimanje medija svih vrsta. Real Madrid ima i svoju vlastitu televiziju osnovanu 14. veljače 1999., koja prati sve njegove utakmice i utakmice španjolske reprezentacije, a program je na španjolskom i engleskom te svoj vlastiti nogometni list pokrenut 1990. za kojeg pišu ugledni športski stručnjaci. I televiziji i listu je sjedište u Realovom kompleksu Ciudadu. Također, imaju svoju službenu stranicu. Što se tiče vanjskih medija, koji ne spadaju u Realovo pokroviteljstvo, bliski su mu madridski listovi MARCA i AS čija je glavna zanimacija upravo njihov gradski gigant.

## Osoblje i menadžment

### Osoblje
| Položaj           | Osoblje          |
| ----------------- | ---------------- |
| Trener            | Zinedine Zidane  |
| Pomoćni trener    | Fernando Hierro  |
| Pomoćni trener    | Paul Clement     |
| Trener za fitness | Davide Ancelotti |
| Trener za fitness | Francesco Mauri  |
| Trener za fitness | Giovanni Mauri   |
| Trener za vratara | William Vecchi   |
| Delegat utakmice  | Chendo           |

### Menadžment
| Položaj                      | Osoblje                   |
| ---------------------------- | ------------------------- |
| Predsjednik                  | Florentino Pérez          |
| Počasni predsjednik          | Alfredo Di Stéfano        |
| Prvi dopredsjednik           | Fernando Fernández Tapias |
| Drugi dopredsjednik          | Eduardo Fernandez de Blas |
| Tajnik                       | Enrique Sánchez González  |
| Ravnatelj                    | José Ángel Sánchez        |
| Direktor ureda predsjednika  | Manuel Redondo            |
| Direktor socijalnog podrućja | José Luis Sánchez         |

## Poznati igrači
- Alfredo Di Stefano
- Ángel di María
- Fernando Redondo
- Oscar Ruggeri
- Santiago Hernán Solari
- Jorge Valdanó
- Gonzalo Higuaín
- Evaristo
- Sávio
- Kaká
- Ricardo Rocha
- Ronaldo
- Robinho
- Roberto Carlos
- Predrag Mijatović
- Davor Šuker
- Robert Prosinečki
- Robert Jarni
- Luka Modrić
- Iván Zamorano
- Michael Laudrup
- Ferenc Puskás
- Michael Owen
- Laurie Cunningham
- David Beckham
- Steve McManaman
- Raymond Kopa
- Zinedine Zidane
- Fabio Cannavaro
- Bodo Illgner
- Paul Breitner
- Günther Netzer
- Bernd Schuster
- Hugo Sánchez
- Clarence Seedorf
- Ruud van Nistelrooy
- Luis Figo
- Cristiano Ronaldo
- Gheorghe Hagi
- Raúl
- Rafael Alkorta
- Emilio Butragueno
- Jose Antonio Camacho
- Iván Campo
- Santiago Canizares
- Vicente Del Bosque
- Luis Enrique
- Mariano Garcia Ramón
- Francisco Gento
- Fernando Hierro
- Juanito
- Míchel
- Rafael Martín Vázquez
- Fernando Morientes
- Miguel Munhoz
- Miguel Pardeza
- José Samitier
- Manuel Sanchís Martínez
- Manuel Sanchís Hontiyuelo
- Ricardo Zamora

## Treneri
Madridski je Real promijenio 48 trenera, od kojih je zasad najuspješniji Miguel Muñoz s 15 osvojenih službenih trofeja, koji je i ujedno trener s "najviše staža" na Realovoj klupi, čak 14 godina.
| Trener                  | Godine treniranja                       | Osvojeni naslovi                                                                                               |
| ----------------------- | --------------------------------------- | --- |
| Arthur Johnson          | 1910. – 1920.                           | 1 Kup kralja 4 regionalna prvenstva Kastilje                                                                   |
| Juan de Carcer          | 1920. – 1926                            | 4 regionalna prvenstva Kastilje                                                                                |
| Pedro Llorente          | 1926. – 1927.                           | – |
| Santiago Bernabéu Yeste | 1927.                                   | – |
| José Berraondo          | 1927. – 1929.                           | 2 regionalna prvenstva Kastilje                                                                                |
| José Quirante           | 1929. – 1930.                           | 1 regionalno prvenstvo Kastilje                                                                                |
| Lippo Hertza            | 1930. – 1932.                           | 1 Primera 2 regionalna prvenstva Kastilje                                                                      |
| Robert Firth            | 1923. – 1934.                           | 1 Primera 2 regionalna prvenstva Kastilje                                                                      |
| Francisco Bru           | 1934. – 1941.                           | 2 Kupa kralja 2 regionalna prvenstva Kastilje                                                                  |
| Juan Armet              | 1941. – 1943.                           | – |
| Ramón Encinas           | 1943. – 1945.                           | – |
| Jacinto Quincoces       | 1945. – 1946. 1947. – 1948.             | 1 Kup kralja                                                                                                   |
| Baltasar Albéniz        | 1946. – 1947. 1950. – 1951.             | 1 Kup kralja                                                                                                   |
| Michael Keeping         | 1948. – 1950.                           | – |
| Héctor Scarone          | 1951. – 1952.                           | – |
| Juan Antonio Ipiña      | 1952. – 1953.                           | – |
| Enrique Fernández Viola | 1953. – 1954.                           | 1 Primera |
| José Villalonga         | 1954. – 1957.                           | 2 Lige prvaka 2 Primere 2 Latinska kupa                                                                        |
| Luis Carniglia          | 1957. – 1959.                           | 2 Lige prvaka 1 Primera                                                                                        |
| Manuel Fleitas Solich   | 1959. – 1960.                           | – |
| Miguel Muñoz            | 1959. 1960. – 1974.                     | 2 Lige prvaka 1 Interkontinentalni kup 9 Primera 3 Kupa kralja                                                 |
| Luis Molowny            | 1974. 1977. – 1979. 1982. 1985. – 1986. | 3 Primere 1 Kup kralja 2 Kupa UEFA 1 španjolski LigaKup                                                        |
| Miljan Miljanić         | 1974. – 1977.                           | 2 Primere |
| Vujadin Boškov          | 1979. – 1982.                           | 1 Primera 2 Kupa kralja                                                                                        |
| Alfredo Di Stéfano*     | 1982. – 1984. 1990. – 1991.             | 1 španjolski superkup                                                                                          |
| Amancio Amaro           | 1984. – 1985.                           | – |
| Leo Beenhakker          | 1986. – 1989. 1992.                     | 3 Primere 1 Kup kralja 1 španjolski superkup                                                                   |
| John Toshack            | 1989. – 1990. 1999.                     | 1 Primera |
| Radomir Antić           | 1991. – 1992.                           | 1 Primera 1 Kup kralja                                                                                         |
| Benito Floro            | 1992. – 1994.                           | 1 Kup kralja 1 španjolski superkup                                                                             |
| Vicente del Bosque      | 1994. 1996. 1999. – 2003.               | 2 Primere 1 španjolski superkup 2 Lige prvaka 1 europski superkup 1 Interkontinentalni kup 1 Iberoamerički kup |
| Jorge Valdano           | 1994. – 1996. 1992.                     | 1 Primera |
| Arsenio Iglesias        | 1996.                                   | – |
| Fabio Capello           | 1996. – 1997. 2006. – 2007.             | 2 Primere |
| Jupp Heynckes           | 1997. – 1998.                           | 1 Liga prvaka 1 španjolski superkup                                                                            |
| Guus Hiddink            | 1998. – 1999.                           | 1 Interkontinentalni kup                                                                                       |
| Carlos Queiroz          | 2003. – 2004.                           | 1 španjolski superkup                                                                                          |
| José Antonio Camacho    | 2004.                                   | – |
| Mariano García Remón    | 2004.                                   | – |
| Vanderlei Luxemburgo    | 2004. – 2005.                           | – |
| Juan Ramón López Caro   | 2005. – 2006.                           | – |
| Bernd Schuster          | 2007. – 2008.                           | 1 Primera 1 španjolski superkup                                                                                |
| Juande Ramos            | 2008. – 2009.                           | – |
| Manuel Pellegrini       | 2009. – 2010.                           | – |
| José Mourinho           | 2010. – 2013.                           | 1 Primera 1 Kup kralja 1 španjolski superkup                                                                   |
| Carlo Ancelotti         | 2013. – 2015.                           | 1 Liga prvaka 1 Kup kralja 1 europski superkup 1 FIFA Svjetsko klupsko prvenstvo                               |
| Rafael Benítez          | 2015. – 2016.                           | – |
| Zinédine Zidane         | 2016. – 2018.                           | 3 Liga prvaka 1 Primera 1 španjolski superkup 2 europski superkup 2 FIFA Svjetsko klupsko prvenstvo            |
| Julen Lopetegui         | 2018.                                   | – |
| Santiago Solari         | 2018. – 2019.                           | – |
| Zinédine Zidane         | 2019. –                                 | – |

- Bilješka: * Alfredo Di Stéfano je imao državljanstvo Španjolske, Argentine i Kolumbije, ali mu je stavljeno argentinsko zbog toga što je rođenjem Argentinac.

## Trofeji

### Domaća natjecanja
| Natjecanje                             | Prvak | Doprvak |
| -------------------------------------- | --- | --- |
| La Liga (36)                           | 1931./32., 1932./33., 1953./54., 1954./55., 1956./57., 1957./58., 1960./61., 1961./62., 1962./63., 1963./64., 1964./65., 1966./67., 1967./68., 1968./69., 1971./72., 1974./75., 1975./76., 1977./78., 1978./79., 1979./80., 1985./86., 1986./87., 1987./88., 1988./89., 1989./90., 1994./95., 1996./97., 2000./01., 2002./03., 2006./07., 2007./08., 2011./12., 2016./17., 2019./20., 2021./22., 2023./24. | 1928./29., 1933./34., 1934./35., 1935./36., 1941./42., 1944./45., 1958./59., 1959./60., 1965./66., 1980./81., 1982./83., 1983./84., 1991./92., 1992./93., 1998./99., 2004./05., 2005./06., 2008./09., 2009./10., 2010./11., 2012./13., 2014./15., 2015./16., 2020./21., 2024./25. |
| Copa del Rey (20)                      | 1904./05., 1905./06., 1906./07., 1907./08., 1916./17., 1933./34., 1935./36., 1945./46., 1946./47., 1961./62., 1969./70., 1973./74., 1974./75., 1979./80., 1981./82., 1988./89., 1992./93., 2010./11., 2013./14., 2022./23. | 1903./04., 1915./16., 1917./18., 1923./24., 1928./29., 1929./30., 1932./33., 1939./40., 1942./43., 1957./58., 1959./60., 1960./61., 1967./68., 1978./79., 1982./83., 1989./90., 1991./92., 2001./02., 2003./04., 2012./13., 2024./25.                                             |
| Supercopa de España (13)               | 1988., 1989., 1990., 1993., 1997., 2001., 2003., 2008., 2012., 2017., 2020., 2022., 2024. | 1982., 1995., 2007., 2011., 2014., 2023., 2025. |
| Copa de la Liga (1)                    | 1985. | 1983. |
| Kup Eva Duarte (preteča superkupa) (1) | 1947. | – |

### Europska natjecanja
| Natjecanje            | Osvajač | Finalist                        |
| --------------------- | --- | ------------------------------- |
| Kup/Liga prvaka (14)  | 1955./56., 1956./57., 1957./58., 1958./59., 1959./60., 1965./66., 1997./98., 1999./00., 2001./02., 2013./14., 2015./16., 2016./17., 2017./18., 2021./22. | 1961./62., 1963./64., 1980./81. |
| Kup pobjednika kupova | – | 1970./71., 1982./83.            |
| Kup UEFA (2)          | 1984./85., 1958./86. | –                               |
| UEFA Superkup (6)     | 2002., 2014., 2016., 2017., 2022., 2024. | 1998., 2000., 2018.             |

### Svjetska natjecanja
Interkontinentalni kup
- Osvajač (3): 1960., 1998., 2002.
- Finalist (2): 1966., 2000.

FIFA Svjetsko klupsko prvenstvo
- Osvajač (5): 2014., 2016., 2017., 2018., 2022.

FIFA-ina nagrada za najbolji klub stoljeća:
- XX. stoljeće

### Naslovi Kupa i Lige prvaka
| Finale | Rez.             | Protivnik           |
| ------ | ---------------- | ------------------- |
| 1956.  | 4:3              | Stade de Reims      |
| 1957.  | 2:0              | Fiorentina          |
| 1958.  | 3:2              | AC Milan            |
| 1959.  | 2:0              | Stade de Reims      |
| 1960.  | 7:3              | Eintracht Frankfurt |
| 1966.  | 2:1              | Partizan Beograd    |
| 1998.  | 1:0              | Juventus            |
| 2000.  | 3:0              | Valencia            |
| 2002.  | 2:1              | Bayer Leverkusen    |
| 2014.  | 4:1              | Atletico de Madrid  |
| 2016.  | 1:1 (penali 5:3) | Atletico de Madrid  |
| 2017.  | 4:1              | Juventus            |
| 2018.  | 3:1              | Liverpool           |
| 2022.  | 1:0              | Liverpool           |

## Vanjske poveznice
- Službena stranica

Sestrinski projekti
|  | Zajednički poslužitelj ima još gradiva o temi Real Madrid |